# Sobolivka
Sobolivka  (ucraniano: Соболівка) es una localidad del Raión de Kotovsk en el Óblast de Odesa de Ucrania. Según el censo de 2001, tiene una población de 690 habitantes.